# 2011年フローレス駅踏切事故
2011年フローレス駅踏切事故は、2011年9月13日午前6時23分頃にアルゼンチン・ブエノスアイレス特別区のフローレス地区にあるフローレス駅で発生した踏切事故（バス事故及び列車衝突事故）である。

## 詳細
9月13日朝のラッシュ時、サエンス・ペーニャ・バス交通が所有する92番系統のバスは、ブエノスアイレス都心のレティーロ駅に向かって走行していたが、フローレス駅横の踏切において警報機が鳴動していたにもかかわらず、部分的に下がった遮断機を押して踏切内に侵入した。
そこへ、TBA（トレネス・デ・ブエノスアイレス）が運営していたサルミエント線のモレーノ行き下り電車（"PUMA V.2"）が進入し、踏切内に侵入していたバスと衝突した。衝突されたバスは駅構内に押し込まれてプラットホームに激突したほか、下り電車の先頭車両は脱線し、反対側のプラットホームに停車していたオンセ行き上り電車（"Toshiba"）に衝突した。
この事故を受けて救急車100台と消防車10台が出動し、電車の運転士を救出するのに2時間を要した。最終的にバスの乗客11人が死亡、バスと電車の乗客あわせて228人が負傷し、同市内での列車・バス事故としては1962年のビジャ・ソルダーティ踏切事故以来最悪の死者数を記録した。電車の乗客の中には眠っていたところ、突然の大きな衝撃により床に叩きつけられ、負傷した者も複数いたという。